# گروه نوبل
گروه نوبل (به انگلیسی: Noble Group) شرکت خوشه‌ای هنگ کنگی و چندملیتی است، که در زمینه تجارت کالاهای صنعتی، محصولات کشاورزی، خدمات لجستیک، کشتیرانی، حمل‌ونقل و بازاریابی انرژی فعالیت می‌کند. این شرکت فعالیتش را از سال ۱۹۸۶ به عنوان یک شرکت بازرگانی آغاز کرد.
حوزه دیگر فعالیت شرکت نوبل ارائه خدمات مالی و سرمایه‌گذاری در صنایع گوناگون می‌باشد، که به‌عنوان نمونه می‌توان به دارا بودن معادن سنگ آهن و زغال سنگ، مزارع کشاورزی، کارخانجات تولید اتانول و شکر، ناوگان کشتی‌های باری، کانتینری و شناورهای انتقال کالا، همچنین مالکیت چندین بندر تجاری اشاره کرد.
شرکت نوبل، دارای ۱۵۰ دفتر تجاری و اداری، در ۳۸ کشور جهان است، که بیش از ۱۵ هزار نفر از ۷۰ ملیت گوناگون در این شعبه‌ها اشتغال دارند. گروه نوبل در سال ۲۰۱۲ در فهرست فورچون جهانی ۵۰۰ در رتبه ۷۷ از بزرگترین شرکت‌های جهان قرار گرفت.